# 黑德维希·波特哈斯特

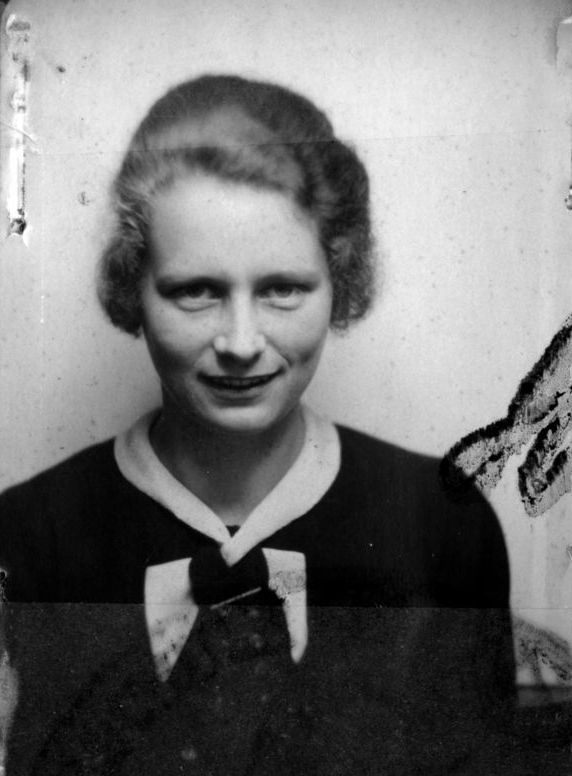
波特哈斯特，约 1933 年

黑德维希·波特哈斯特（德語：Hedwig Potthast；1912年2月5日—1994年9月22日）是党卫队全国领袖海海因里希·希姆莱的私人秘書，也是他的情妇，两人育有两个孩子。

## 生平
1912年生于北莱茵-威斯特法伦的科隆，其父是当地商人。于1936年成为海因里希·希姆莱的秘书，至1938年，二人已戀愛。1941年，波特哈斯特辞去工作，接着为希姆莱生了一男一女。第二次世界大战后，波特哈斯特结了婚，在余生里始终躲避公众视野。在战后接受采访时，她没有回答过任何关于希姆莱在纳粹战争罪行中的角色以及她对此又知道多少的问题。波特哈斯特死于1994年。

### 書本
- Himmler, Katrin. . London: Pan Macmillan. 2007. ISBN 978-0-330-44814-7.
- Longerich, Peter. . New York: Oxford University Press. 2012. ISBN 978-0-19-959232-6.

### 網站
- . World War II Gravestone.   [1 June 2015]. （原始内容存档于2024-07-15）.